# Bunker buster

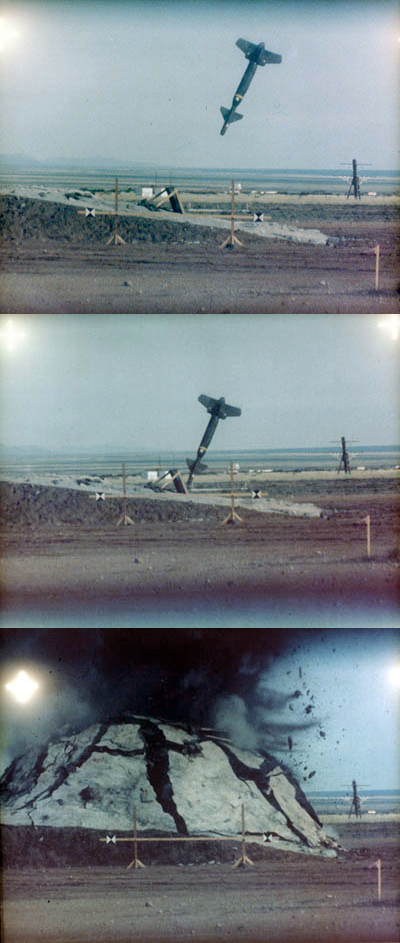
Une bombe guidée Paveway, à charge pénétrante, frappe sa cible lors d'un test

Une bunker buster est une bombe conçue pour pénétrer des cibles fortifiées ou des cibles enterrées en profondeur. Elle diffère des autres bombes à retardement par sa conception spécifique, notamment une enveloppe plus solide et aérodynamique. Elle ajoute aux forces aériennes des capacités auparavant limitées à des troupes au sol de spécialistes militaires en destruction. 
Elles furent notamment utilisées par l'armée américaine en Irak en 1991 et par l'armée israélienne au Liban à l'été 2006. La GBU-57 a été utilisée par les États-Unis pour la frappe des sites nucléaires iraniens en juin 2025.
Afin de pénétrer, elle utilise son énergie cinétique. 
Le système de guidage peut être GPS, laser, mixte (liste non exhaustive).

## Historique

### Bombes à charge pénétrante
D'un point de vue technique, une bombe bunker buster est une bombe à charge pénétrante. Le principe de charge pénétrante n'a rien de nouveau : principe du clou projeté par un pistolet à clous ou de la flèche qui pénètre une cible. De nombreuses bombes pouvant être pénétrantes sont en service dans de nombreuses armées, BGL et Paveway, pour ne citer qu'elles. La plupart du temps, il suffit d'une simple modification du temps de détonation à l'impact pour qu'une bombe devienne pénétrante. Ainsi de nombreuses bombes qui n'entrent pas dans la catégorie bunker buster, ont cependant la capacité de pénétrer et détruire des cibles fortifiées de type bunker.

### Différenciation

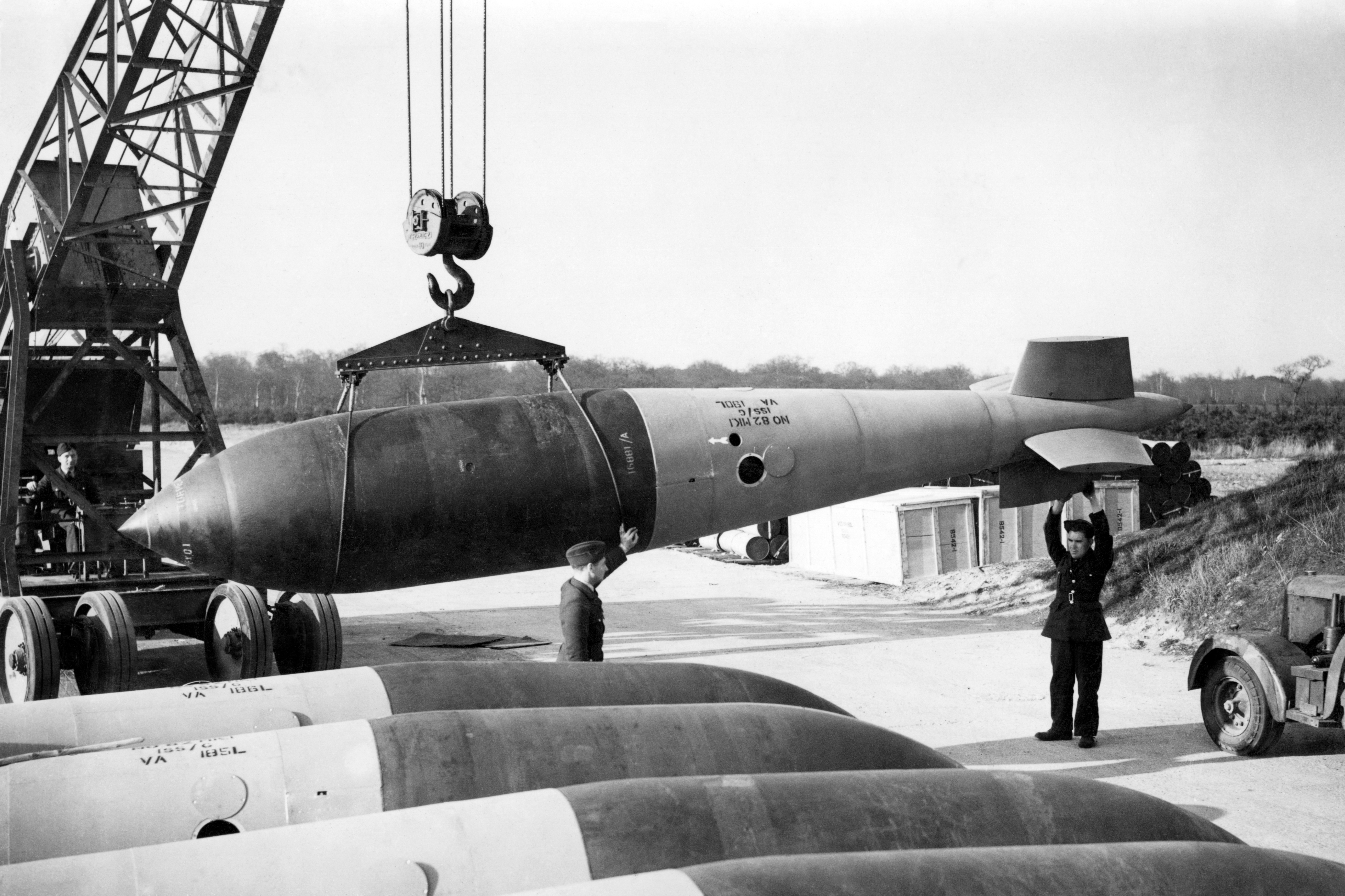
Bombe Grand Slam de 10 tonnes

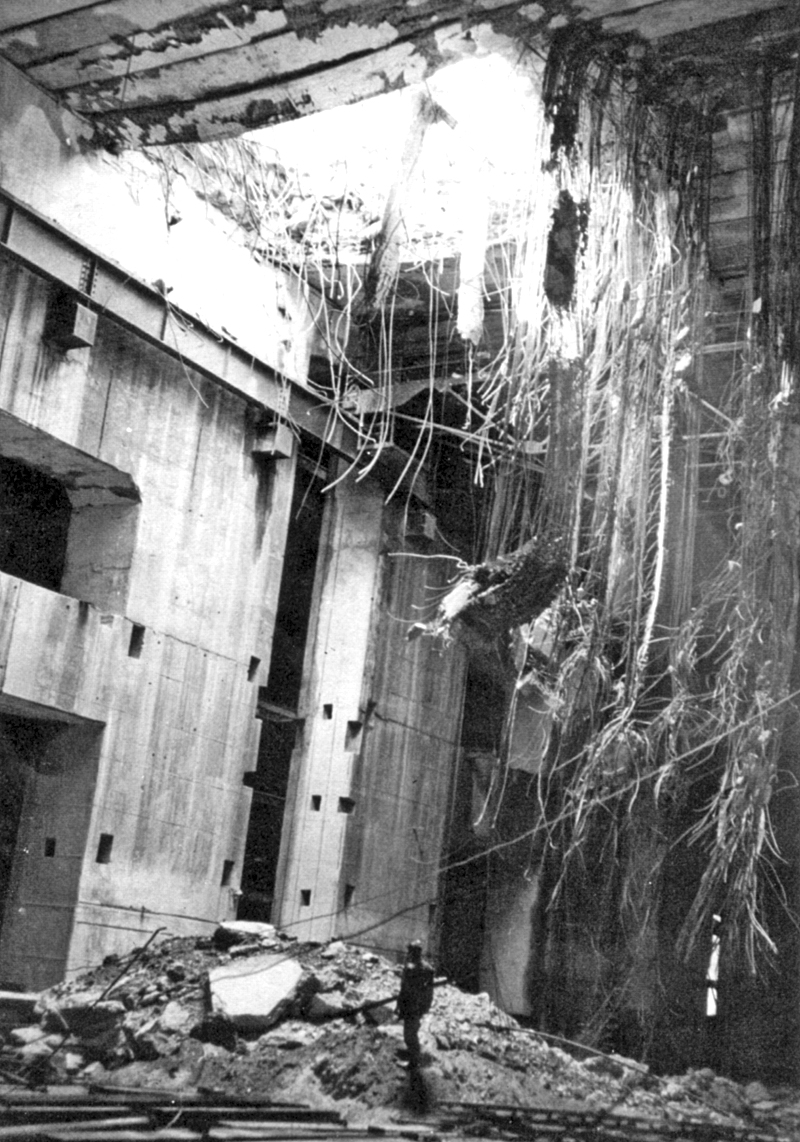
Base sous-marine de U-Boot après l'impact d'une Grand Slam

La première bombe qualifiée et entièrement conçue pour être une bunker buster est la GBU-28, de 2 268 kg, conçue aux États-Unis en 1991. Elle peut pénétrer 6 mètres de béton armé ou 30 mètres sous terre. En 1991, ceci constitua une grande amélioration comparée à d'autres bombes ne pouvant pénétrer que 1,5 mètre de béton voire 3 mètres pour certaines. La seule autre bombe conventionnelle qui pouvait lui être comparée, en termes de destruction de cibles fortifiées, était la bombe britannique Grand Slam, 10 tonnes, à la fin de la Seconde Guerre mondiale.